# Francesco Bianconi

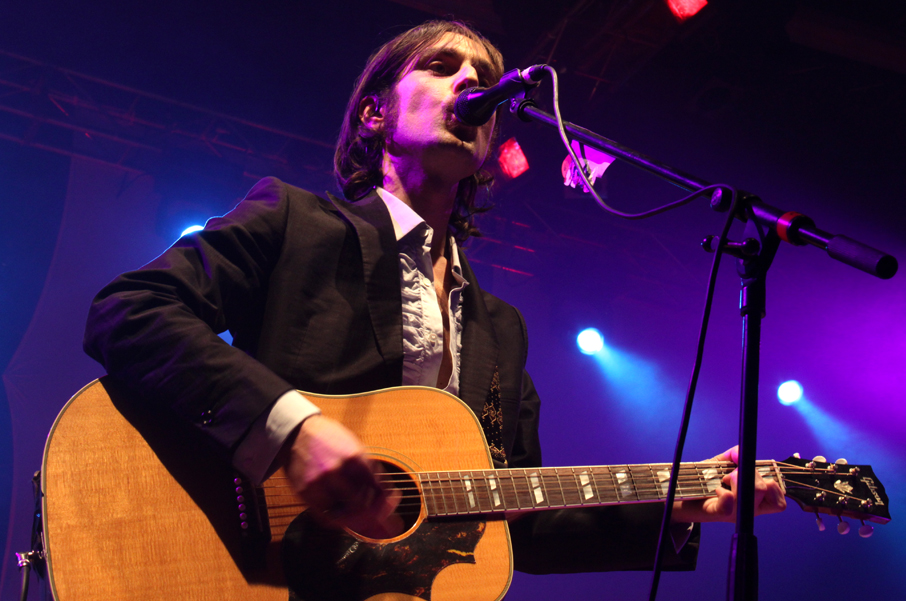
Francesco Bianconi 2010

Francesco Bianconi (* 25. Mai 1973 in Montepulciano, Provinz Siena) ist ein italienischer Musiker und Schriftsteller. Er wurde als Teil der Band Baustelle bekannt, machte sich aber auch als Songwriter einen Namen.

## Karriere
Bianconi war 1996 Gründungsmitglied der Indie-Rock-Band Baustelle, in der er Gitarre, Synthesizer und Orgel spielte sowie sang. Als Songwriter betätigte er sich im Lauf der Jahre auch für andere Musiker wie Syria, Irene Grandi, Noemi, Paola Turci, Chiara, Eros Ramazzotti, Gianna Nannini oder Umberto Tozzi. 2011 veröffentlichte er bei Mondadori seinen ersten Roman Il regno animale, diesem folgte 2015 La resurrezione della carne. Nach einer Vielzahl von Veröffentlichungen und ausgedehnten Livetätigkeiten mit Baustelle kündigte Bianconi für 2020 sein erstes Soloalbum an. Es erschien im Oktober 2020 unter dem Titel Forever.

## Bibliografie
- Il regno animale. Arnoldo Mondadori Editore, 2011, ISBN 9788804620846.
- La resurrezione della carne. Arnoldo Mondadori Editore, 2015, ISBN 9788804643845.

## Belege
1. ↑  Chartquellen: IT
2. ↑  BAUSTELLE – Bio. Abgerufen am 21. Dezember 2019 (italienisch).
3. ↑  Il pop italiano canta Francesco Bianconi. In: Rockol.it. 25. Mai 2019, abgerufen am 21. Dezember 2019 (italienisch).
4. ↑  Francesco Bianconi – Scheda autore e Libri. In: Libri Mondadori. Abgerufen am 21. Dezember 2019 (italienisch).
5. ↑  Francesco Bianconi annuncia l’uscita del suo primo album solista. In: Rockol.it. 11. Dezember 2019, abgerufen am 21. Dezember 2019 (italienisch).

| Personendaten    | Personendaten                            |
| ---------------- | ---------------------------------------- |
| NAME             | Bianconi, Francesco                      |
| KURZBESCHREIBUNG | italienischer Musiker und Schriftsteller |
| GEBURTSDATUM     | 25. Mai 1973                             |
| GEBURTSORT       | Montepulciano, Provinz Siena             |